# Ibrahim Aliyu
Ibrahim Aliyu, né le 16 janvier 2002 à Kano au Nigeria, est un footballeur nigérian jouant au poste d'ailier droit au Dynamo de Houston en MLS.

## Biographie

### En club
Né à Kano au Nigeria, Ibrahim Aliyu commence sa carrière professionnelle dans son pays natal, à l'Oasis FC, club basé à Lagos, puis au Footwork FC, club basé à Kano. Le 7 février 2020, il rejoint la Croatie pour s'engager avec le Lokomotiva Zagreb,. Il joue son premier match en professionnel le 2 octobre 2020, lors d'une rencontre de championnat face au NK Istra 1961. Il entre en jeu en cours de partie, et les deux équipes se neutralisent ce jour-là (0-0 score final). Il inscrit son premier but contre le Dinamo Zagreb, le 1er novembre 2020, pour sa troisième apparition en championnat avec le club. Son but permet à son équipe d'égaliser (1-1 score final).
Le 14 août 2021, Aliyu se fait remarquer en réalisant son premier doublé, face au NK Istra 1961, en championnat. Il permet ainsi à son équipe de s'imposer (4-0 score final),.
Le 25 avril 2023, Aliyu est transféré au Dynamo de Houston, franchise de Major League Soccer, pour un montant estimé à 2,1 millions d'euros. Il signe avec la formation texane un contrat de trois ans. Aliyu inscrit son premier but pour le club le 24 mai 2023, lors d'une rencontre de U.S. Open Cup contre le Minnesota United FC. Il entre en jeu et contribue à la victoire de son équipe par quatre buts à zéro. Le 24 avril 2025, le Dynamo de Houston annonce son départ du club après avoir conclu un échange avec le Crew de Columbus (qui évolue aussi en MLS).
Le Columbus Crew annonce son arrivée au club où il a signé un contrat pour toute la saison 2025 avec les années 2026 et 2027 en option.

### En sélection
En juin 2019, Ibrahim Aliyu est appelé pour jouer avec l'équipe du Nigeria des moins de 20 ans afin de disputer la Coupe d'Afrique des nations des moins de 20 ans 2019 organisée au Niger. Évoluant à la pointe de l'attaque, Aliyu joue quatre matchs et son équipe est battue en demi-finale par le Mali, après une séance de tirs au but.